# Quilaco
Quilaco ist eine Gemeinde in der Provinz Bío-Bío in der Región del Biobío in Chile. Bei der Volkszählung im Jahr 2017 hatte sie 3988 Einwohner. Die Gemeinde erstreckt sich über eine Fläche von 1123,7 km².

## Geschichte
Die Gemeinde Quilaco hat ihre Wurzeln in der Begegnung der Mapuche- und der spanischen Kultur, die mit der Ankunft von Franziskanermissionaren im  18. Jahrhundert in den Gebieten stattfand, die damals von Lonko Mallacan verwaltet wurden. Die Gründung der Stadt erfolgte am 13. Dezember 1760, als Fray Juan Matud ein Missionshaus gründete, das den Namen „Purísima Concepción de Quilaco“ erhielt.

## Bevölkerung
Laut der Volkszählung des Nationalen Statistikinstituts von 2002 hatte Quilaco 4021 Einwohner (2110 Männer und 1911 Frauen). Davon lebten 1612 (40,1 %) in städtischen Gebieten und 2409 (59,9 %) in ländlichen Gebieten. Zwischen den Volkszählungen 1992 und 2002 sank die Bevölkerung um 8,2 % (358 Personen). Im Jahr 2017 zählte man 3988 Personen.